# Tom Wilson (produttore)
Thomas Blanchard Wilson Jr., più comunemente conosciuto come Tom Wilson (Waco, 25 marzo 1931 – Los Angeles, 9 giugno 1978), è stato un produttore discografico statunitense.
Divenne celebre per il lavoro svolto negli anni sessanta con artisti come Bob Dylan, Frank Zappa, Simon & Garfunkel e The Velvet Underground. Fu uno dei primi produttori discografici di colore a raggiungere una certa fama all'interno del mondo del rock.

## Biografia

### Inizi
Wilson nacque nel 1931 da Tom e Fannie Wilson. Crebbe a Waco, Texas, dove frequentò la A.J. Moore High School, ed era membro della Chiesa Battista della Nuova Speranza. Mentre frequentava la Fisk University, Wilson fu invitato ad Harvard dove iniziò ad essere coinvolto nella musica tramite la Harvard New Jazz Society e la stazione radio WHRB.
Dopo essersi laureato a Harvard, creò la Transition Records, piccola casa discografica con la quale aveva in mente di ospitare i maggiori talenti contemporanei del jazz sperimentale. L'etichetta discografica riuscì a produrre parecchi dischi, inclusi Jazz by Sun Ra (conosciuto anche come Sun Song) di Sun Ra e l'album Jazz Advance di Cecil Taylor, discreti successi underground.
Il lavoro svolto con la Transition Records lo aiutò ad essere assunto alla United Artists Records nel 1957. Lavorò poi come produttore di diverse etichette di musica jazz, tra cui la Savoy Records, attraverso la quale tornò a lavorare con Sun Ra.

### Columbia Records
Come produttore esecutivo alla Columbia Records, Wilson fu uno dei primi scopritori del folk-rock, producendo ben tre album di Bob Dylan: The Times They Are a-Changin', Another Side of Bob Dylan, e Bringing It All Back Home, insieme al singolo Like a Rolling Stone. Wilson produsse anche le quattro tracce finali dell'album The Freewheelin' Bob Dylan, subentrando a John Hammond come produttore di Dylan nel 1963.
Nel 1964 Wilson produsse l'album di debutto del duo Simon & Garfunkel, Wednesday Morning, 3 A.M., che conteneva la famosa The Sound of Silence. Ispirato dal notevole successo che stavano avendo i The Byrds grazie alla loro versione folk rock del brano Mr Tambourine Man di Bob Dylan, Wilson trasformò l'originale versione acustica della canzone del duo, sovraincidendo una strumentazione elettrica a loro insaputa, facendola diventare un successo da primo posto in classifica, contribuendo a lanciare definitivamente il folk rock nel mercato discografico. Simon & Garfunkel, che all'epoca avevano deciso di dividersi, si riunirono dopo il successo del brano e iniziarono una proficua carriera ricca di soddisfazioni.
Dopo aver lavorato con Wilson, sia Dylan che Simon & Garfunkel decisero di lavorare con un altro produttore della Columbia, Bob Johnston, che produsse molti loro lavori futuri.

### Verve Records
Nel 1966, Wilson portò i The Mothers of Invention alla Verve Records dove produsse il loro album di debutto Freak Out! (anche se in seguito si è vociferato che la maggior parte del lavoro sia stato fatto in realtà dallo stesso Frank Zappa).
Inoltre produsse i primi due dischi dei Velvet Underground, Projections dei The Blues Project e co-produsse (insieme a Chas Chandler) l'omonimo primo album dei Soft Machine. In seguito la sua carriera sembrò andare in declino sempre più, a causa, si disse, della sua passione smodata per le donne e l'alcol.
Wilson morì a causa di un attacco cardiaco a Los Angeles nel 1978.

## Traguardi professionali
Wilson è stato uno dei produttori più importanti (insieme a Phil Spector, George Martin, Brian Wilson e Teo Macero) nel panorama musicale degli anni sessanta. Di lui si diceva che avesse l'istinto di "mettere insieme le persone giuste per i giusti fini".
Wilson diede un importante contributo al sound rock'n'roll di Dylan, producendo nel 1965 il suo disco della svolta rock Bringing It All Back Home. In una intervista del 1969 alla rivista Rolling Stone, Jann Wenner chiese a Dylan: «Wilson afferma di essere stato lui ad indirizzare la tua svolta verso il rock. È vero?». Dylan rispose: «Ha detto così? Se lo dice lui... [risata]. Diede un certo contributo. Questo è vero. Lo ammetto. Aveva un sound particolare in testa».
Frank Zappa disse: «Tom Wilson era un grande. Aveva una visione, capite? e stava davvero dalla nostra parte... Mi ricordo che la prima canzone che registrammo fu Any Way the Wind Blows ed era okay. Poi facemmo Who Are the Brain Police? e vidi Wilson oltre il vetro che immediatamente prese in mano il telefono e telefonò a New York, cercando di addolcire loro (ai dirigenti) la pillola, penso. Wilson stava rischiando davvero. Metteva in gioco il suo posto di lavoro producendo il nostro album.»

## Discografia parziale come produttore
- 1956 Sun Ra: Jazz by Sun Ra (alias Sun Song)
- 1956 Cecil Taylor: Jazz Advance
- 1961 Sun Ra: The Futuristic Sounds of Sun Ra
- 1963 Bob Dylan: The Freewheelin' Bob Dylan (4 tracce, non accreditato nelle note di copertina)
- 1964 Bob Dylan: The Times They Are A-Changin'
- 1964 Bob Dylan: Another Side of Bob Dylan
- 1965 Simon and Garfunkel: Wednesday Morning, 3 A.M.
- 1965 Simon and Garfunkel: il singolo The Sound of Silence
- 1965 Bob Dylan: Bringing It All Back Home
- 1965 Bob Dylan: il singolo Like a Rolling Stone (contenuto nell'album Highway 61 Revisited, altrimenti prodotto da Bob Johnston)
- 1966 The Mothers of Invention: Freak Out!
- 1966 Sun Ra & The Blues Project: Batman and Robin (accreditato a "The Sensational Guitars of Dan & Dale")
- 1966 Eric Burdon & The Animals: Eric Is Here
- 1967 The Mothers of Invention: Absolutely Free
- 1967 The Blues Project: Projections
- 1967 The Velvet Underground: The Velvet Underground & Nico (post produzione, remixer, e produttore del brano Sunday Morning)
- 1967 Nico: Chelsea Girl
- 1968 The Velvet Underground: White Light/White Heat
- 1968 Soft Machine: The Soft Machine
- 1968 Harumi: Harumi
- 1968 The Fraternity of Man: The Fraternity of Man